# Rhaptopetalum breteleri
Espèce
Statut de conservation UICN

 CR B2ab(iii) : 
En danger critique
Rhaptopetalum breteleri est une espèce de plantes à fleurs de la famille des Lecythidaceae et du genre Rhaptopetalum, endémique du Cameroun.

## Étymologie
Son épithète spécifique breteleri rend hommage à Franciscus Jozef Breteler qui l'a découverte en 1962 à 4 km au sud de Nguelemendouka.

## Description
Rhaptopetalum breteleri est un arbuste qui mesure 6 m de haut avec des tiges de 15 cm. 

## Répartition et habitat
Cette espèce est endémique de l'est du Cameroun, où elle pousse dans des régions marécageuses.